# Ville-sur-Jarnioux
Ville-sur-Jarnioux este o comună în departamentul Rhône din sud-estul Franței. În 2009 avea o populație de 773 de locuitori.

## Evoluția populației
| An        | 1975 | 1982 | 1990 | 1999 | 2006 | 2009 |
| --------- | ---- | ---- | ---- | ---- | ---- | ---- |
| Populație | 389  | 505  | 571  | 640  | 739  | 773  |